# Voyage en France (album)
Pour les articles homonymes, voir Voyage en France.
Albums de Les Stentors
Les Stentors
(2010) Une Histoire de France
(2013)
Voyage en France est le premier album du groupe français Les Stentors, composé des barytons Sébastien Lemoine et Vianney Guyonnet, associés aux ténors Mowgli Laps et Mathieu Sempéré. 
Il est numéro un des ventes en France pendant deux semaines, du 14 au 27 mai 2012. Fin juin 2012, l'album est vendu à 111 711 exemplaires, ce qui correspond au seuil du disque de platine.

## Plages
| No  | Titre                           | Durée |
| --- | ------------------------------- | ----- |
| 1.  | Les Corons                      |       |
| 2.  | Chanson pour l'auvergnat        |       |
| 3.  | A voce rivolta (avec I Muvrini) |       |
| 4.  | Châtelet les Halles             |       |
| 5.  | Pardon spezed                   |       |
| 6.  | Une fille de l'Est              |       |
| 7.  | Méditerranée                    |       |
| 8.  | Toulouse                        |       |
| 9.  | Il est un coin de France        |       |
| 10. | La Montagne                     |       |
| 11. | Je viens du sud                 |       |
| 12. | Le mot France                   |       |